# Ultramar (jornal)
Ultramar: órgão oficial da I Exposição Colonial foi publicado quinzenalmente entre fevereiro e outubro de 1934 (18 números), como veículo informativo e publicitário da Exposição Colonial Portuguesa patente no Porto entre junho e setembro do referido ano e ainda como forma de exaltação da causa e dos valores colonias (ou seja um verdadeiro jornal de assuntos coloniais), cuja sede se fixou no conhecido Palácio de Cristal (ao tempo da exposição chamado de Palácio das Colónias).
Na direção desta publicação destaca o nome de Henrique Galvão, mas muitos outros colaboraram na execução deste trabalho (alguns deles notáveis da capital nortenha do país), nomeadamente: Hugo Rocha, Conde de Vilas Boas, Júlio Garcês de Lencastre, António Mendes Correia, Luís de Pina, Artur de Magalhães Basto, António de Oliveira Cálem, Branca de Gonta Colaço, Eduardo de Noronha, Campos Monteiro, Marta de Mesquita da Câmara, Conde de Penha Garcia, Almeida Garrett, José Maria Álvares, José Nunes da Ponte, Berta Leite e Gaspar Baltar.